# Kanadai júdásfa
A kanadai júdásfa (Cercis canadensis) a pillangósvirágúak (Fabaceae) családjában a lepényfaformák (Caesalpinioideae) Cercideae nemzetségcsoportjában a júdásfa (Cercis) növénynemzetségbe tartozó faj.

## Származása, elterjedése
A júdásfa (Cercis) nemzetség fajai nem a trópusi esőerdőkben, hanem az északi flórabirodalomban, a mérsékelt övben élnek — zömmel szubtrópusiak, de például a kanadai júdásfa (Cercis canadensis) Észak-Amerikában honos. Magyarországra (főleg parkokban, közterületekre) Dél-Európából telepítették be. A 20. század végén elkezdett kivadulni.
Élőhelye Észak-Amerika nyirkos erdői.

## Változatai
- Cercis canadensis var. mexicana (Britton & Rose) M.Hopkins
- Cercis canadensis var. orbiculata (Greene) Barneby
- Cercis canadensis var. texensis (S.Watson) M.Hopkins

## Megjelenése, felépítése
Kis vagy közepes magasságú (10 méteres) fa. Levelei kerekdedek, 10 cm hosszúak, 12 cm szélesek, szíves vállúak, ép szélűek.
Felszínük élénkzöld, sima, fonákjuk sima vagy szőrös. Lombfakadáskor bronzszínűek, ősszel megsárgulnak.
Kérge sötét szürkésbarna, fekete.
Virágai 1 cm hosszúak, rózsaszínűek, kis csomókban a vesszőkön, az idősebb (legalább második éves) ágakon és a törzsön is tömegesen jelennek meg. Lombfakadás előtt tavasszal vagy nyár elején nyílnak.
Hüvelytermése lapos 7,5 cm-es zöld, majd éretten megbarnul.

## Életmódja, termőhelye
Lombhullató, nyirkos erdőkben él.

## Felhasználása
Hasonlóan  a közönséges júdásfához (Cercis siliquastrum) szép lombjáért és bőségesen fakadó virágzatáért dísznövénynek ültetik.

## Képek

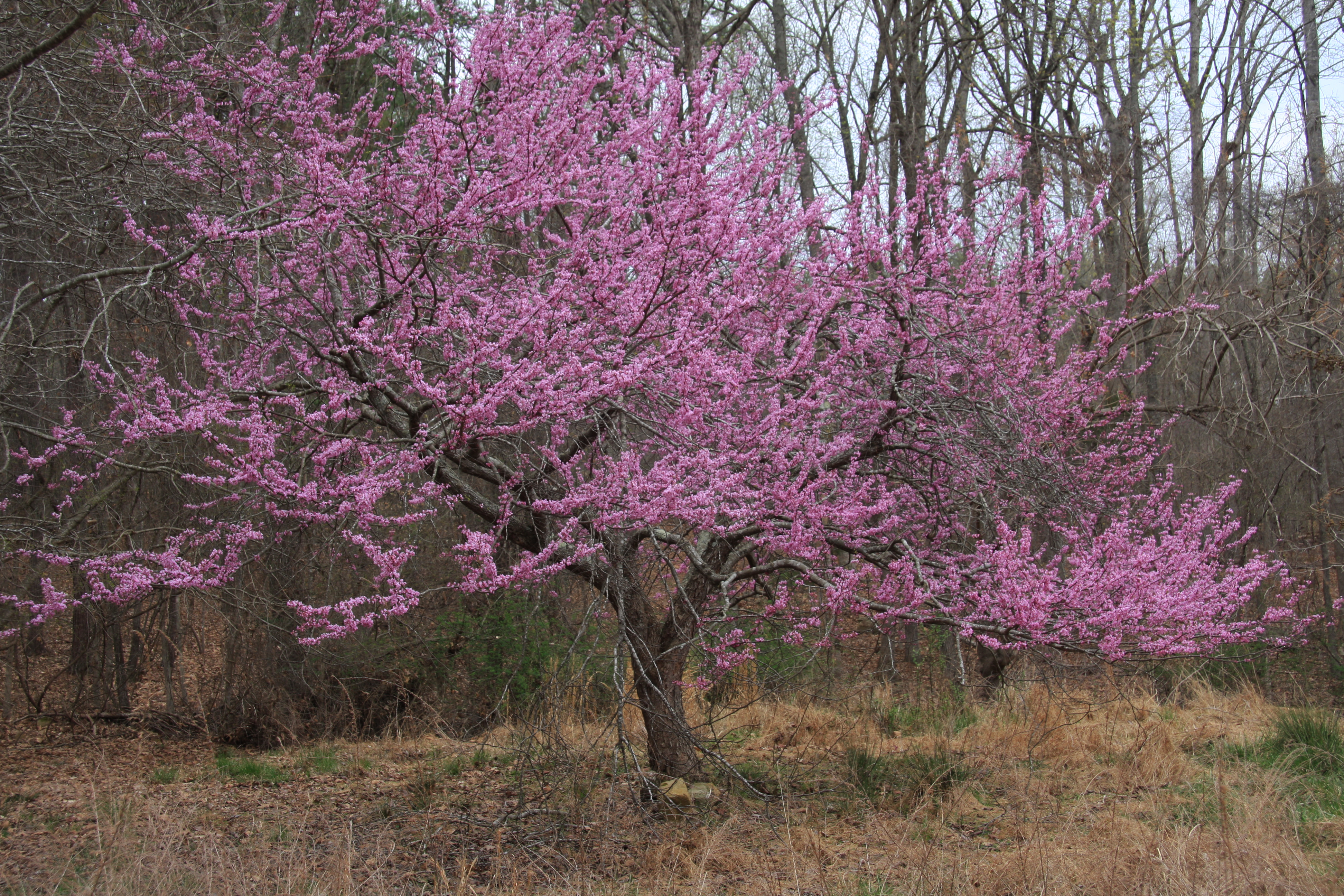
Habitusa
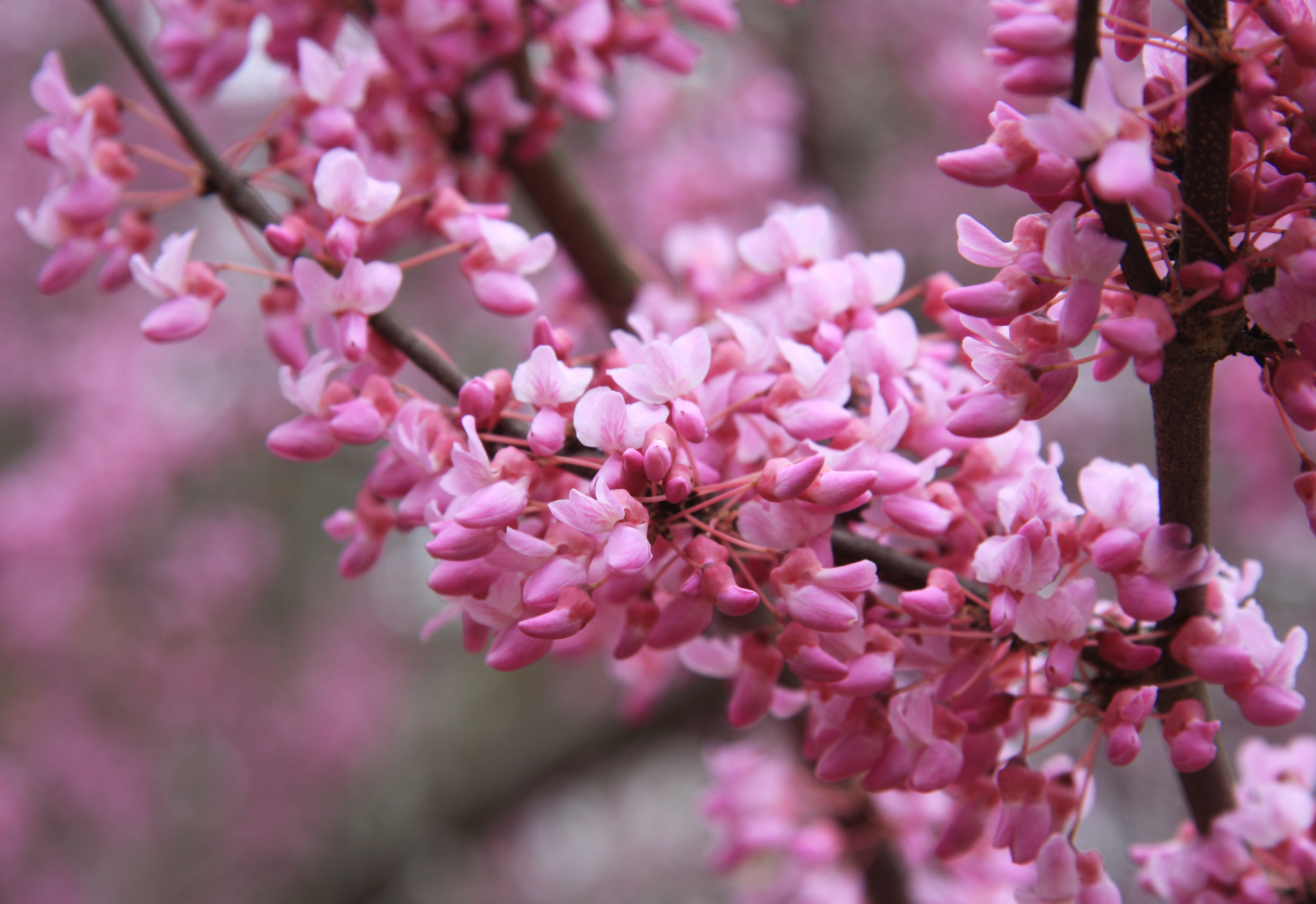
Virágai
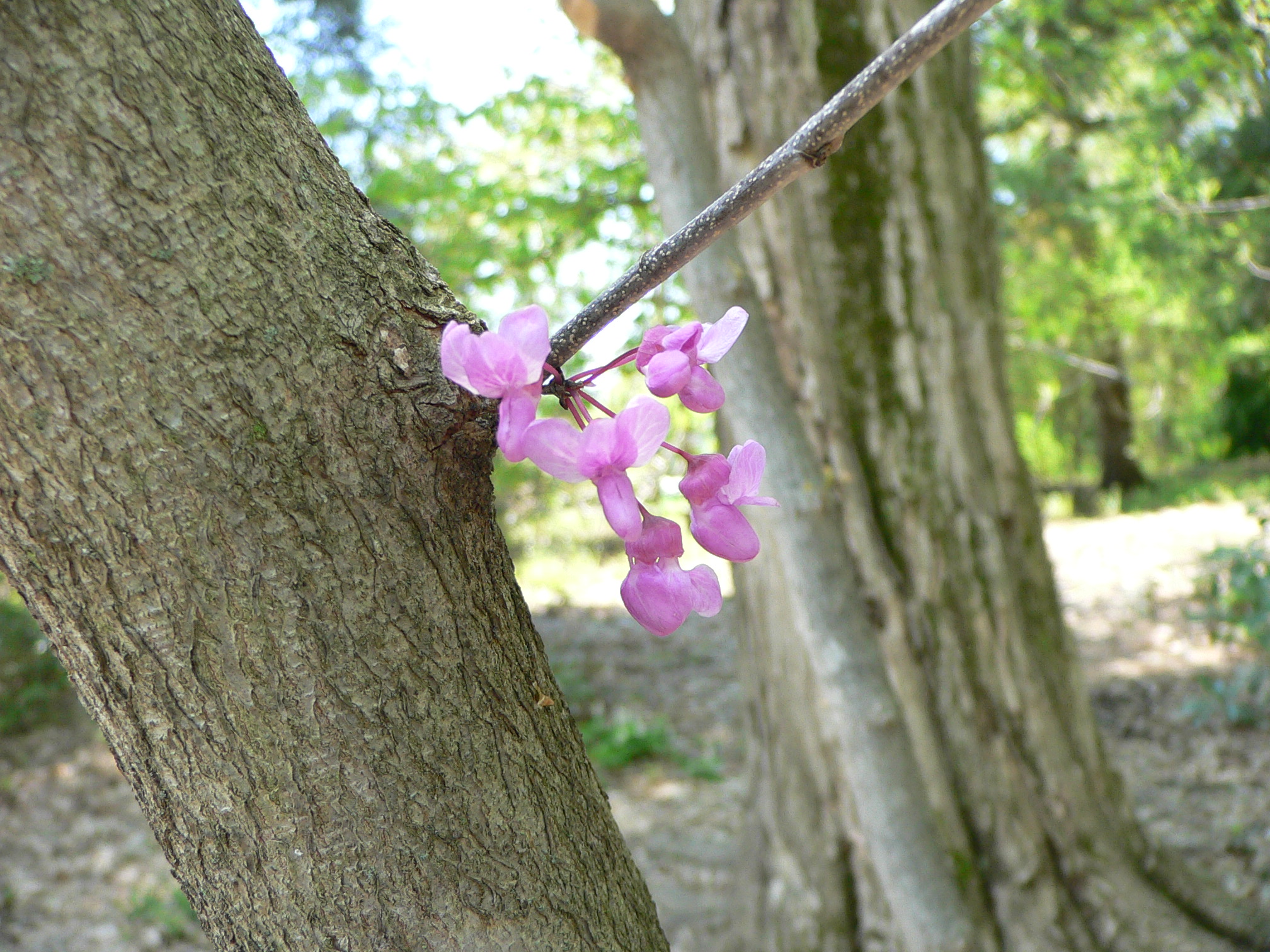
A törzsön virágzás jelensége
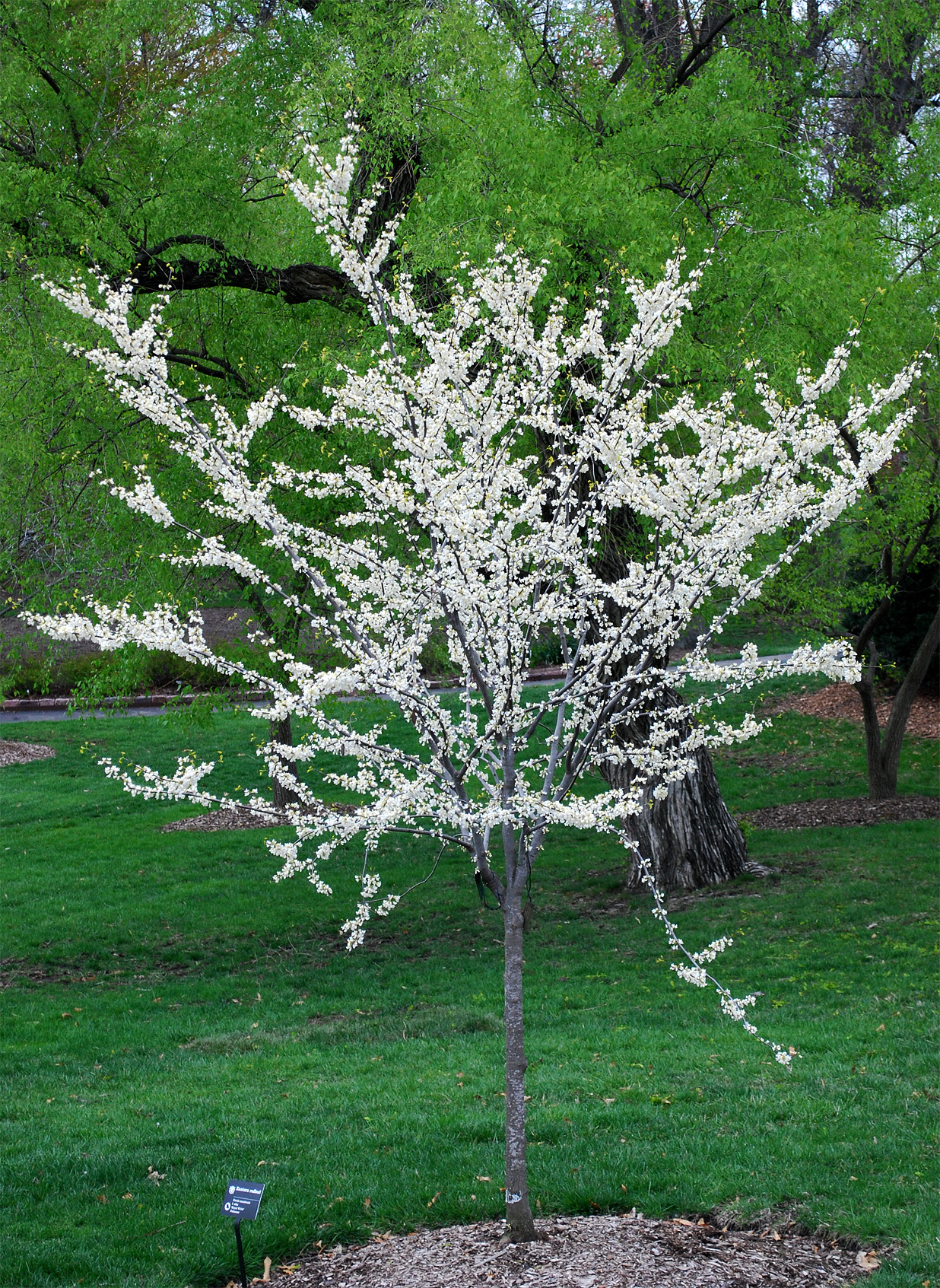
fehér virágú változat
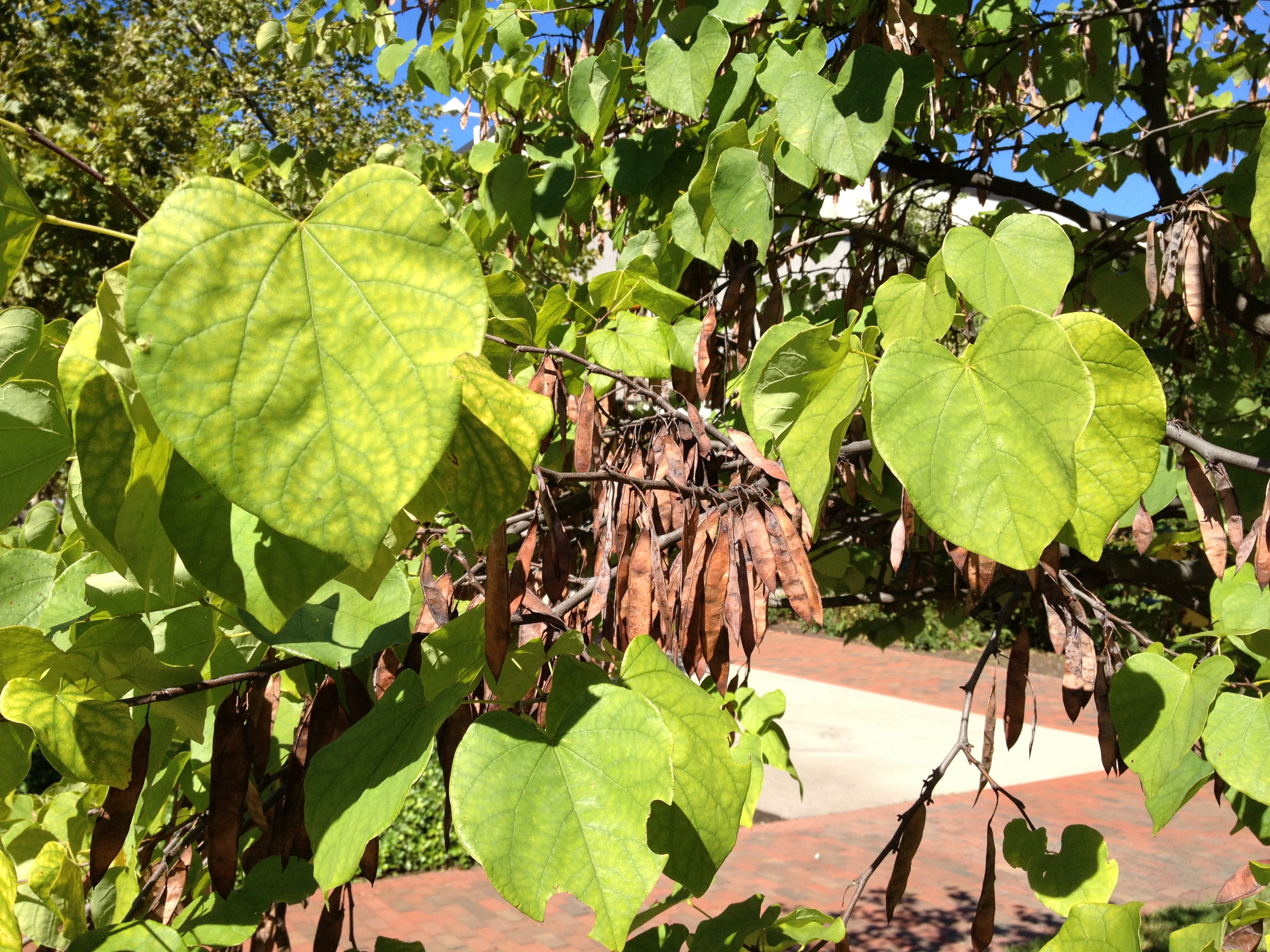
Levelei
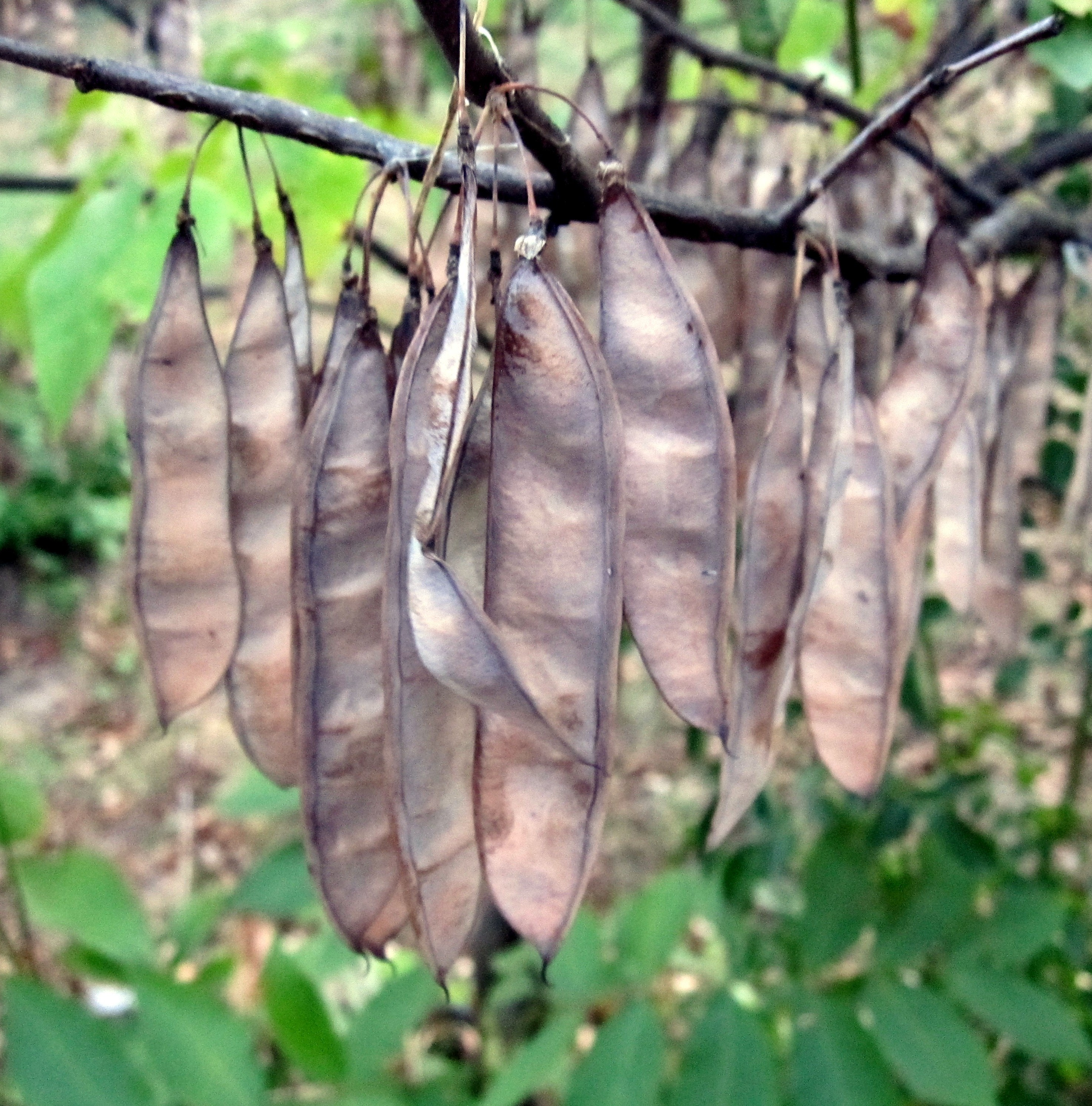
termései